# St. Nikolaus (Siegenburg)
Koordinaten: 48° 45′ 14,4″ N, 11° 50′ 59,9″ O
Die römisch-katholische Pfarrkirche St. Nikolaus in Siegenburg im niederbayerischen Landkreis Kelheim wurde in den Jahren 1892/93 im Stil des Neobarock errichtet und dem hl. Nikolaus geweiht. Wegen ihrer Größe und der herausgehobenen Lage auf einem Hügel oberhalb des Siegbaches und der Abens wird sie auch als „Dom der Hallertau“ bezeichnet. Zur Pfarreiengemeinschaft Siegenburg gehören auch die Pfarreien St. Michael in Train und St. Ulrich in Niederumelsdorf.

## Geschichte
Die ursprüngliche St.-Nikolaus-Kirche in Siegenburg wurde nach den Verwüstungen des Landshuter Erbfolgekrieges 1504 im spätgotischen Stil neu errichtet und überstand durch die herausgehobene Hügellage vier Marktbrände. Im 17. oder 18. Jahrhundert wurde die Kirche vermutlich barock umgestaltet. Nachdem die Bevölkerungszahl deutlich zugenommen hatte, wurde ab den 1860er Jahren zunächst eine Verlängerung des Gotteshauses nach Westen diskutiert und schließlich 1890 ein deutlich großzügigerer Neubau unter Beibehaltung des Kirchturmes von 1816 beschlossen. Diese Lösung war naheliegend, zumal erst 1882 der Friedhof aus dem Umkreis der Kirche wegverlegt wurde.
Der Neubau wurde nach einem Entwurf des Münchner Architekten Joseph Elsner im Stil des Neobarock errichtet. Baumeister war der Siegenburger Andreas Haberstroh. Nach der Grundsteinlegung am 21. August 1892 wurde der Bau in wenig mehr als einem Jahr fertiggestellt, so dass an Weihnachten 1893 der erste Gottesdienst gefeiert werden konnte. Die Weihe durch den Regensburger Bischof Ignatius von Senestrey erfolgte am 18. und 19. Juli 1894. Die Ausmalung der Langhausdecke und der Raumschale wurde erst 1925 durch den Münchner Kunstmaler Josef Wittmann vorgenommen. Zur Hundertjahrfeier wurde die Kirche in den Jahren 1993 und 1994 innen und außen umfassend renoviert.

## Beschreibung

### Architektur

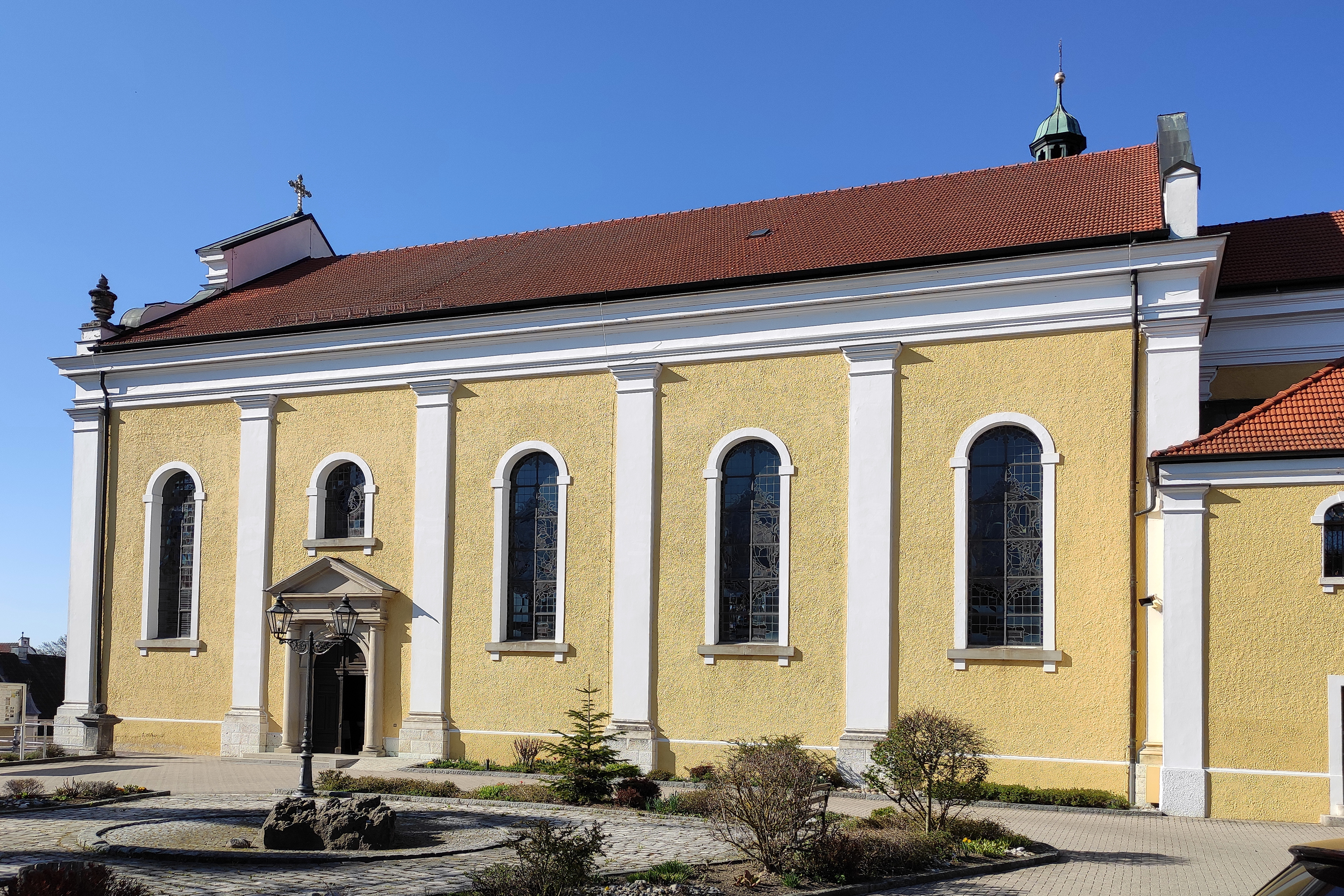
St. Nikolaus: Langhaus

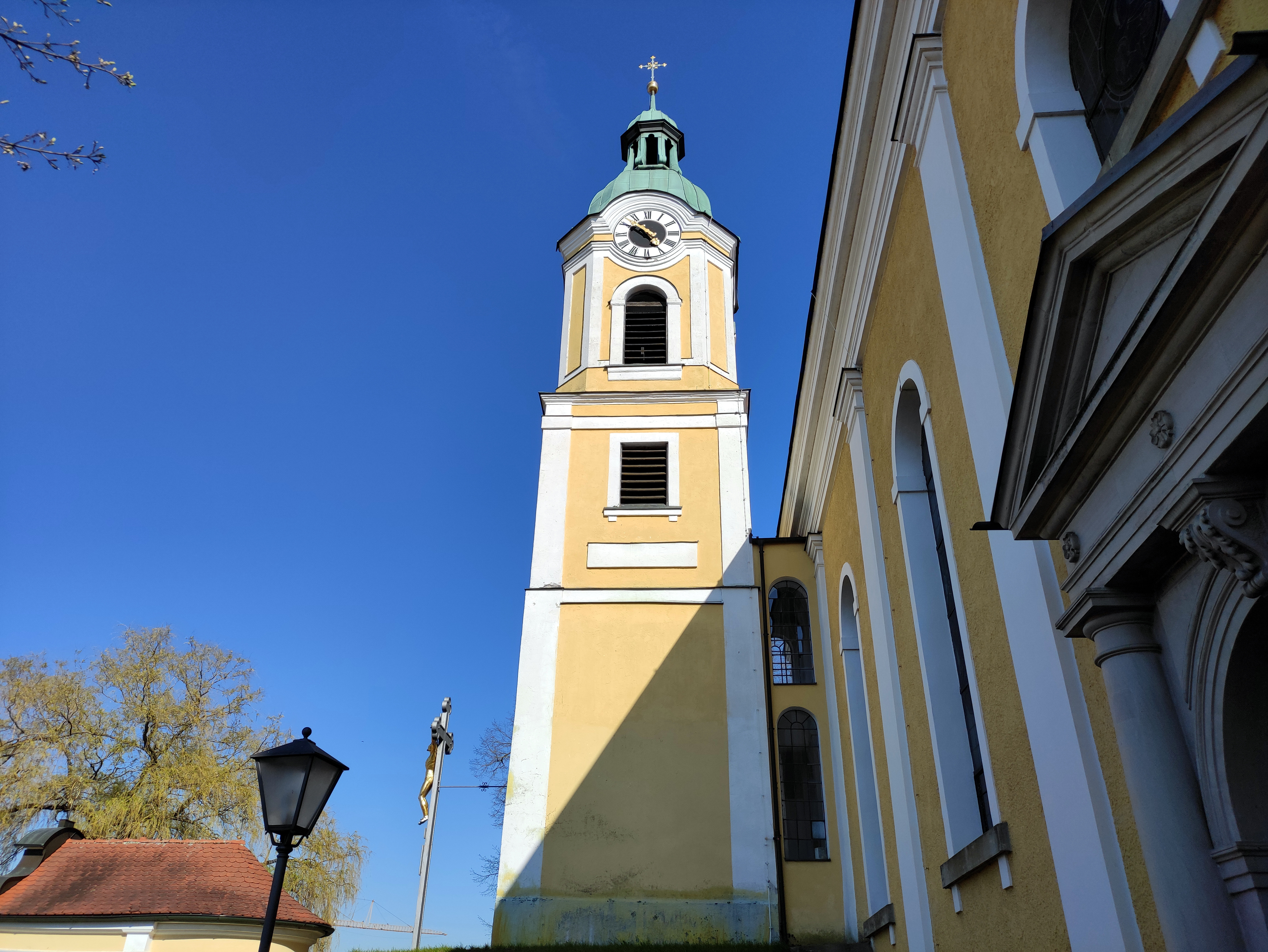
Kirchturm von St. Nikolaus

Die Kirche ist ein längsrechteckiger Satteldachbau mit westlichem Dreiecksgiebel und eingezogenem Ostchor. Der Außenbau wird durch Pilaster und hohe rundbogige Fensteröffnungen gegliedert. Der nördlich an das vorderste Langhausjoch angebaute Turm besitzt einen geringen Abstand zum Kirchenschiff, ist aber baulich mit diesem verbunden. Da der Turm vom Vorgängerbau übernommen wurde, wirkt er im Verhältnis zum übrigen Kirchenbau eher zu klein. In den Winkel zwischen Chor und Turm ist die ebenfalls dem hl. Nikolaus geweihte Taufkapelle angebaut, südseitig an den Chor angebaut ist die Sakristei. Nördlich des Turmes befindet sich die zeitgleich mit der Pfarrkirche errichtete Lourdeskapelle.
Das Innere der Saalkirche wird von einer hohen Flachdecke überspannt. Der weite Raum ist durch Wandpfeiler mit seitenschiffartigen Durchgängen in fünf Joche gegliedert. Der Übergang zur Flachdecke erfolgt über eine Hohlkehle. Der dreiseitig geschlossene Altarraum wird von einem Tonnengewölbe überspannt, welches durch die aus Wandpilastern aufsteigenden Gurtbögen baldachinartig wirkt. Die Kirche ist mit geometrischem Stuck verziert.

### Ausstattung

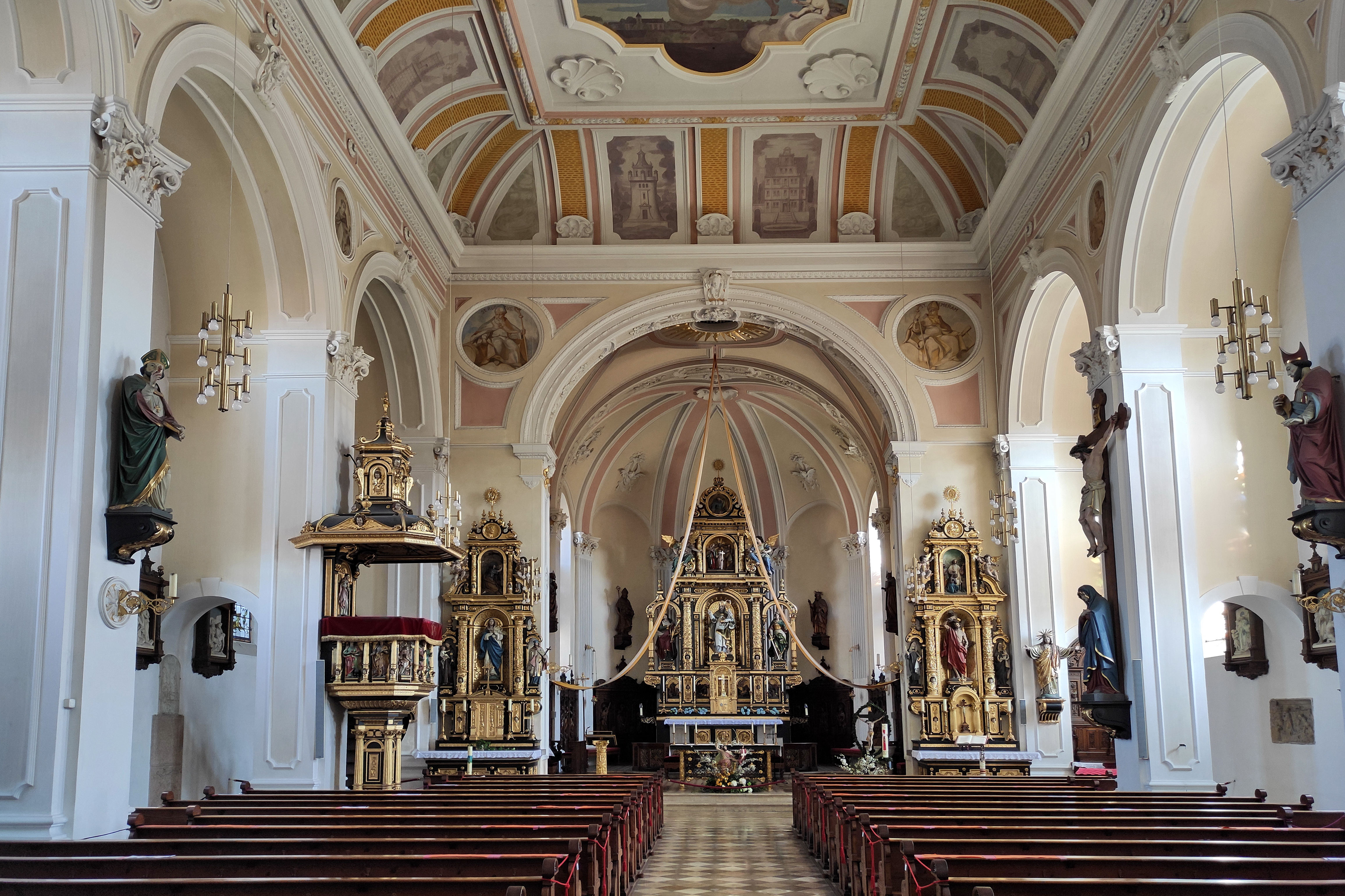
St. Nikolaus: Innenraum

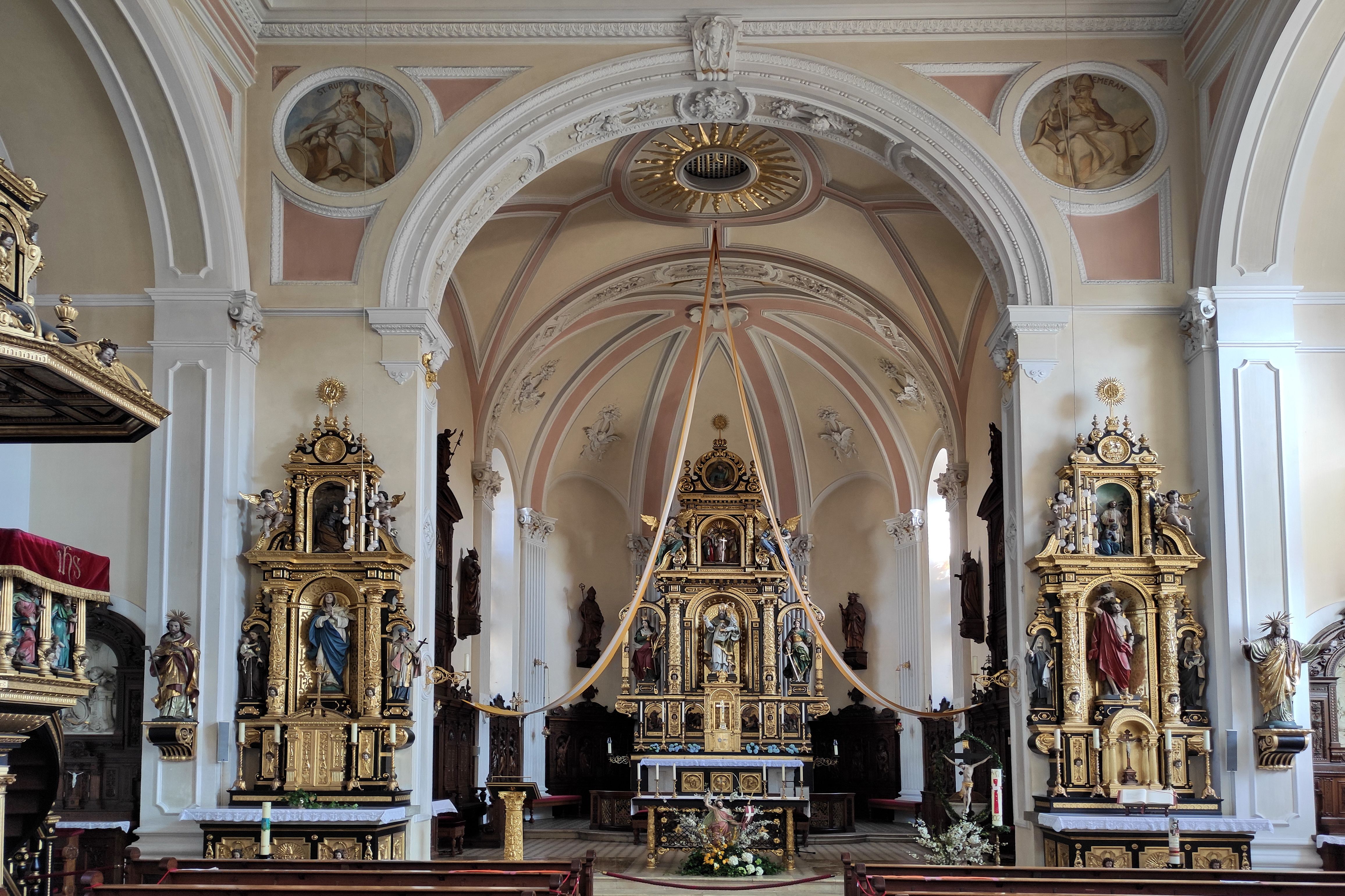
Hoch- und Seitenaltäre

Die Innenausstattung wurde ebenfalls von Joseph Elsner entworfen und in seiner Münchner „Anstalt für christliche Kunst“ geschaffen. Der Hochaltar sowie die beiden Seitenaltäre enthalten aufwändige Ornamentschnitzereien und reiche Vergoldungen. Besonders wertvolle Schnitzarbeiten sind die Apostelfiguren im Altarhaus sowie die Tableaus links und rechts des Altars. Sie wurden von dem Elsner-Schüler Thomas Buscher ausgeführt, der sich später als Bildhauer selbständig machte. Altäre, Tabernakel und die stilgleiche Kanzel sind reich mit Skulpturen und Reliefs geschmückt. Bemerkenswert sind auch die mit kunstvollen Glasmalereien verzierten Fenster.
Der Hochaltar erinnert stilistisch an frühbarocke Altäre und zeigt durch seinen Stockwerkaufbau Parallelen zu seinem Pendant in der Münchner Michaelskirche. Auffällig wirkt der hoch aufragende Goldtabernakel, an dem Christus am Kreuz dargestellt wird. Unterhalb befinden sich die Türchen mit Symbolen für Brot und Fisch, darüber thront ein Pelikan, der sich selbst die Brust aufpickt, als Symbol für den Opfertod Jesu Christi. Oberhalb des Tabernakels befinden sich jeweils unter einem Rundbogen drei Heiligenfiguren: in der Mitte den Kirchenpatron Nikolaus von Myra, links die hl. Katharina von Alexandrien und rechts die hl. Barbara von Nikomedien. Zwei reich verzierte Säulen tragen das nächsthöhere Geschoss, auf dem ein Bild der Heiligen Familie von zwei auf Volutengesimsen sitzenden Engeln flankiert wird. Darüber befindet sich ein ornamentiertes Gesims unterhalb eines Medaillons, das Gott Vater darstellen soll. Den oberen Abschluss des Hochaltars bildet eine Gnadensonne mit Christusmonogramm IHS. Volksaltar und Ambo entstanden 1989 und sind den Säulenmotiven des Hochaltars nachempfunden.
Die Seitenaltäre sind ähnlich wie der Hochaltar aufgebaut und ebenfalls reich verziert. Der rechte Seitenaltar ist dem hl
Sebastian gewidmet, der linke ist ein Marienaltar. Die Kanzel befindet sich am ersten Wandpfeiler des Langhauses links. Am Korpus befinden sich Figuren der Vier Evangelisten, an der Unterseite des Schalldeckels eine Taube als Symbol für den Heiligen Geist und an der Rückwand ein Relief mit dem lehrenden Christus. Am gegenüberliegenden Wandpfeiler ist ein Kreuz mit Christus angebracht, darunter die Gottesmutter Maria. Den Kreuzweg mit steingrauen Reliefs schuf der Bildhauer Sebastian Osterrieder.
Die Decken- und Wandgemälde in der Kirche wurden 1925 von Josef Wittmann geschaffen. Auf der Flachdecke im Langhaus befinden sich zwei große Fresken, die die Glorie und die Predigt des hl. Nikolaus darstellen. Im vorderen Bereich sind Fürsprache und Schutz des Kirchenpatrons für den Markt Siegenburg zu sehen, rückwärts predigt Nikolaus auf dem Konzil von Nizäa als einer der einflussreichsten Vertreter gegen die Lehre des Arius, der die Gottgleichheit Jesu leugnete. In der Hohlkehle malte Wittmann zwischen Gold-Ocker-Brokatstreifen 20 Symbole aus der Lauretanischen Litanei. In den Rundzwickeln zwischen den Wandpfeilern und zu beiden Seiten des Chorbogens sind die Kirchenväter dargestellt.
Die Weihnachtskrippe stammt aus der Werkstatt von Sebastian Osterrieder. Das Krippengebäude, in und vor dem die Figuren aufgestellt werden, hat die Form einer Tempelruine.

### Orgel

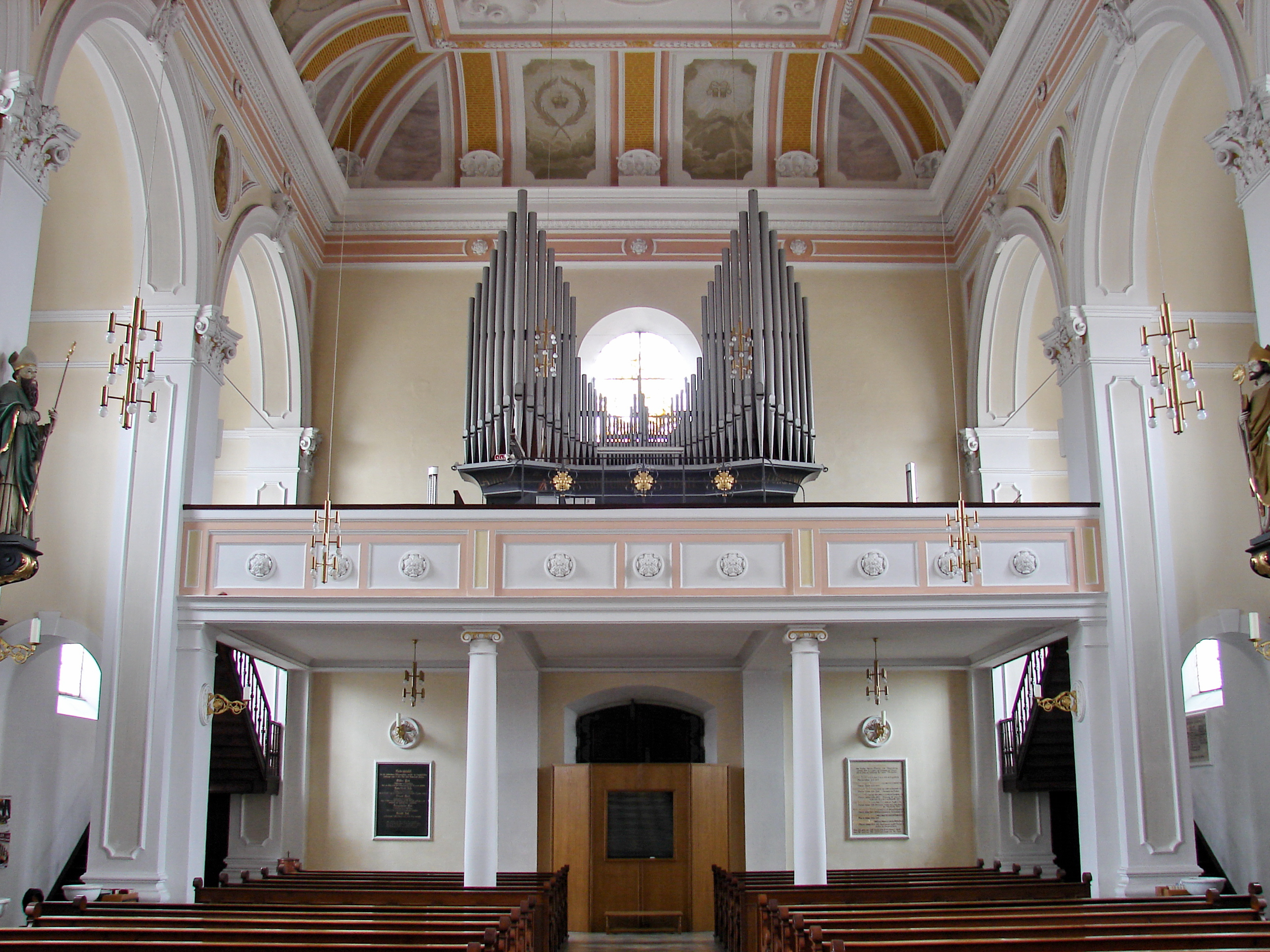
Empore mit Orgel

Die Orgel der Pfarrkirche wurde um 1940 als Opus 472 von Michael Weise aus Plattling errichtet. Das Instrument mit pneumatischer Spiel- und Registertraktur umfasst insgesamt 21 Register auf zwei Manualen und Pedal. Bei den Windladen handelt es sich um sogenannte Taschenladen. Die Disposition lautet wie folgt:
| I Hauptwerk C–g3 |               |    |
| 1.               | Prinzipal     | 8′ |
| 2.               | Gedeckt       | 8′ |
| 3.               | Gamba         | 8′ |
| 4.               | Salizional    | 8′ |
| 5.               | Oktav         | 4′ |
| 6.               | Nachthorn     | 2′ |
| 7.               | Mixtur III-IV | 2′ |

| II Schwellwerk C–g3 |              |        |
| 8.                  | Spitzflöte   | 8′     |
| 9.                  | Gemshorn     | 8′     |
| 10.                 | Kleingedackt | 4′     |
| 11.                 | Prinzipal    | 4′     |
| 12.                 | Quintflöte   | 2 ⁄3′  |
| 13.                 | Oktavin      | 2′     |
| 14.                 | Terzflöte    | 1 3⁄5′ |
| 15.                 | Zimbel III   | 1′     |
| 16.                 | Oboe         | 8′     |

| Pedal C–f1 |           |     |
| 17.        | Zartbass  | 16′ |
| 18.        | Subbass   | 16′ |
| 19.        | Octavbass | 8′  |
| 20.        | Bassflöte | 4′  |
| 21.        | Posaune   | 16′ |

- Koppeln: Normalkoppeln II/I, I/P, II/P; Oberoktavkoppel II/I; Unteroktavkoppel II/I
- Spielhilfen: mf, Tutti, Auslöser, automatisches Pianopedal, Rohrwerke ab

### Glocken
Im Siegenburger Kirchturm befindet sich ein fünfstimmiges cis-Moll-Geläut, dessen Tonfolge cis1–e1–fis1–gis1–h1 lautet, und eine ausschließlich solistisch geläutete Sterbeglocke. Dabei handelt es sich bereits um die dritte Generation von Glocken auf dem 1816 erbauten Siegenburger Kirchturm. Drei Glocken – die Sterbeglocke aus dem Jahr 1612, die kleine Glocke aus dem Jahr 1767 und die mittlere Glocke aus dem Jahr 1770 – konnten aus dem alten Turm übernommen werden. Da der neue Turm aber eine höhere Tragfähigkeit besaß, wurde 1818 eine vierte Glocke – sie sollte mit 18 Zentnern Gewicht die große Glocke dieses Geläuts bilden – bei einem Gießer in Ingolstadt in Auftrag gegeben. Dieses erste Geläut besaß ein Gesamtgewicht von 37 Zentnern. Im Jahr 1917 wurde die große Glocke zu Kriegszwecken eingezogen, sodass man 1921 ein neues Geläut anschaffte. Die kleine und die mittlere Glocke stellte man dabei der ausführenden Glockengießerei Hamm aus Regensburg als Umschmelzmasse zur Verfügung, während die Sterbeglocke von 1612 weiterhin erhalten blieb. Das neue fünfstimmige Geläut besaß ein Gesamtgewicht von 68 Zentnern. Bereits 1941 wurden erneut fünf Glocken eingezogen, nur die kleinste Glocke von 1921 blieb der Siegenburger Bevölkerung erhalten. Als einzige der fünf konfiszierten Glocken erhielt man 1948 die Sterbeglocke unversehrt zurück. Bereits ein Jahr zuvor hatte man bei der Glockengießerei Johann Hahn in Landshut fünf neue Glocken in Auftrag gegeben und die kleinste Glocke von 1921 als Umschmelzmasse zur Verfügung gestellt. Alle diese fünf Glocken tragen die Inschrift: Mich goß 1947 Joh. Hahn & Sohn Landshut/Reichenhall. Als sechste und kleinste Glocke des Geläuts ist weiterhin die Sterbeglocke erhalten, die im Jahr 1612 von Georg Schelchshorn aus Regensburg gegossen wurde und beide Weltkriege überdauert hat. Die Glocken im Einzelnen:
| Nr. | Name                                                | Gussjahr | Gießer                         | Gewicht [kg] | Durchmesser [cm] | Schlagton | Aufschrift | Reliefs                                                            |
| --- | --------------------------------------------------- | -------- | ------------------------------ | ------------ | ---------------- | --------- | --- | ------------------------------------------------------------------ |
| 1.  | Nikolausglocke                                      | 1948     | Johann Hahn, Landshut          | 1.500        | 140              | cis1      | Befrei uns Herr von Pest, Hunger und Krieg auf die Fürbitte des hl. Nikolaus.                                                       | St. Nikolaus, St. Barbara, St. Katharina                           |
| 2.  | Dreifaltigkeitsglocke                               | 1948     | Johann Hahn, Landshut          | 900          | 118              | e1        | Ehre sei dem Vater und dem Sohne und dem Heiligen Geiste.                                                                           | Heilige Dreifaltigkeit, St. Petrus Canisius                        |
| 3.  | Mutter-Gottes-Glocke (geweiht der Patrona Bavariae) | 1948     | Johann Hahn, Landshut          | 575          | 103              | fis1      | Maria mit dem Kinde lieb, uns allen deinen Segen gib.                                                                               | Patrona Bavariae, St. Josef, Bruder Konrad                         |
| 4.  | Herz-Jesu-Glocke                                    | 1948     | Johann Hahn, Landshut          | 400          | 92               | gis1      | Herz Jesu, Sühneopfer für unsere Sünden, erbarme dich unser.                                                                        | Herz-Jesu-Darstellung, Johannes der Täufer, St. Antonius von Padua |
| 5.  | Sakramentsglocke                                    | 1948     | Johann Hahn, Landshut          | 250          | 77               | h1        | Tantum ergo sacramentum veneremur cernui.                                                                                           | Kelch, St. Sebastian, St. Aloisius                                 |
| 6.  | Sterbeglocke                                        | 1612     | Georg Schelchshorn, Regensburg | 68           | 44               | c3        | 1612 aus Feuer ich floss. Georg Schelchshorn aus Regensburg mich goß. Ich kling und hang / du sing und dank / Gott dein Leben lang. | Kreuz, auferstandener Christus mit Siegesfahne                     |